# II. Armee-Korps (Deutsches Kaiserreich)
Das II. Armee-Korps war ein Großverband der Preußischen Armee.

## Gliederung
Dem Korps unterstanden 1914 mit letztem Friedensstand:
- 3. Division in Stettin
- 4. Division in Bromberg
- Jäger-Bataillon „Fürst Bismarck“ (Pommersches) Nr. 2 in Kulm
- Fußartillerie-Regiment „von Hindersin“ (1. Pommersches) Nr. 2 in Swinemünde und Emden
- 2. Pommersches Fußartillerie-Regiment Nr. 15 in Bromberg und Graudenz
- Pommersches Pionier-Bataillon Nr. 2 in Stettin
- Pommersche Train-Abteilung Nr. 2 in Altdamm

## Geschichte
Der Verband wurde am 3. April 1820 durch Teilung des Armee-Korps in Brandenburg und Pommern als II. Armee-Korps errichtet. Standort des Generalkommandos war zunächst Berlin, ab 1837 Stettin, dann bis 1870 wieder Berlin und schließlich bis zur Auflösung 1919 erneut Stettin.

### Deutsch-Französischer Krieg

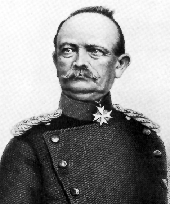
Eduard von Fransecky

Zu Beginn des Krieges gegen Frankreich 1870 wurde General von Fransecky am 11. Juli 1870 mit dem Kommando des Korps betraut. Als Chef des Generalstabes fungierte Oberst von Wichmann, die unterstellte 3. Division führte Generalmajor von Hartmann und die 4. Division stand unter der Führung von Generalmajor Hann von Weyhern. Das Korps sammelte sich im Raum Berlin und wurde vorerst als Reserve zurückgehalten, bis die Haltung des Kaiserreichs Österreich geklärt war. Am 15. August stand das Korps bei Herny auf den französischen Kriegsschauplatz und griff am 18. nachmittags im Abschnitt der 1. Armee in die Schlacht von Gravelotte ein. Der Angriff wurde dabei noch am Abend zur Unterstützung des vor dem Pachthof St. Hubert festgelaufenen VIII. Armee-Korps gegen die Höhe von Point du Jour geführt.
Die darauf folgende Belagerung von Metz gab dem Korps keine Gelegenheit zu größeren Kämpfen, da der zugewiesene Abschnitt am linken Moselufer von den Franzosen nicht angegriffen wurde. Nach dem Fall der Festung Metz Ende Oktober wurde das Korps der 3. Armee des Kronprinzen Friedrich Wilhelm von Preußen überwiesen und nahm an der Belagerung von Paris teil. Am 9. November 1870 rückte das Korps in die Stellung ein, die es im Osten der Stadt zwischen Marne und Seine einzunehmen hatte. Als sich am 29. November ein starker französischer Ausfall unter General Ducrot zwischen jene beiden Flüssen richtete, wurden General der Infanterie von Fransecky am 1. Dezember der Oberbefehl der Abwehr übertragen; außer seinem Korps traten auch Sachsen und die württembergische Division unter seinem Kommando. Die angegriffenen Württemberger erhielten, wenn auch spät, auf Moltkes Order hin Verstärkung durch das II. Armee-Korps. Am 2. Dezember kam es dabei zur Schlacht von Villiers-Champigny, in der den Franzosen das von ihm an den letztvorangegangenen Tagen gewonnene Gelände, namentlich die Dörfer Bry und Champigny, wieder abgenommen wurde. Die französischen Verbände zogen sich nach zehnstündigem Ringen auf das innere Paris zurück. Die Franzosen räumten am 3. Dezember das linke Marneufer und brachen die Brücken hinter sich ab.
Am 2. Januar 1871 verließ das Korps die Pariser Belagerungsfront und trat unter dem Oberbefehl der Südarmee des Generals von Manteuffel. Im Verein mit dem VII. und XIV. Armee-Korps hatte das II. Armee-Korps die Aufgabe der französischen Armee Bourbaki durch das Juragebirge entgegenzutreten. Am 17. Januar erreichten Franseckys Truppen die Höhen der Côte d’Or, am 19. ging das Korps bei Gray über die Saone. Manteuffel hatte ein Vorgehen auf Pontarlier angeordnet, dort wurde Bourbakis Armee, die jetzt General Clinchant führte, vermutet. Nach dem Sieg im Gefecht bei Frasnes drängten Franseckys Truppen am 1. Februar nach Pontarlier. Am 31. besetzte das parallel operierende VII. Armee-Korps Chantrans und sperrte damit für die Franzosen die Straße von Ontrans nach Pontarlier ab. Das Korps hatte in Pontarlier erheblichen Anteil an der Einschließung des Gegners, der nur durch den Übertritt in die Schweiz der Vernichtung entgehen konnte.

### Erster Weltkrieg

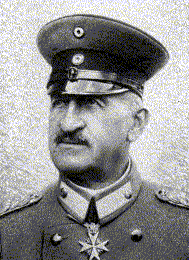
Alexander von Linsingen

Vor dem Ersten Weltkrieg war das Korps der VIII. Armee-Inspektion unterstellt. Es kam zunächst Anfang August 1914 an die Westfront und wurde der 1. Armee beim Durchmarsch durch das neutrale Belgien unterstellt.
Nach der Mobilmachung marschierte das Korps unter seinem Kommandierenden General, General der Infanterie von Linsingen, als rechter Flügel der 1. Armee im Raum Gladbach–Herzogenrath nördlich von Aachen auf und rückte zunächst über die belgische Grenze nach Hasselt vor. In zweiter Linie folgte das III. Reserve-Korps nach, welches später an der nördlichen Maasfront bei Diest stehenblieb und ab 20. August den Dyle-Kanal in Richtung gegen Antwerpen sicherte. Linker Nachbar war das IV. Armee-Korps, das nach dem parallel vollzogenen Übergang über die Gete am 20. August Brüssel erreichte. Ohne Feindberührung erwies sich der beabsichtigte schnelle Vorstoß bis Herssellt und Montaigu – das Korps marschierte durchschnittlich 35 km täglich – zur Umfassung der Belgier in Richtung auf Aarschot als Luftstoß. Am 20. August gab es vor der 3. Division (Generalleutnant von Trossel) und der begleitenden 2. Kavallerie-Division ersten stärkeren Widerstand der Belgier zwischen Werchter und Rotselaer. Am 22. August erreichte das Korps, das jetzt den rechten Flügel der Armee Kluck bildete, Ninove und am 23. August Lessines. Während das H.H.K. 2 unter General von der Marwitz Ath erreichte und darauf in Richtung gegen Tournai das weitere Vorgehen nach Westen deckte, erreichten Linsingens Truppen am 24. August die Linie Condé-St. Amand und bildeten während der Schlacht bei Mons den rechten Flügel gegenüber den Briten. Im weiteren Vorgehen zur Schelde wurde am 25. August Denain erreicht, der Infanterie des Korps, die am weitesten rechts außen vorging, wurden dabei die größten Marschleistungen der jetzt in Nordfrankreich eindringenden 1. Armee abverlangt. Während das IV. Armee-Korps am 26. August in der Schlacht von Le Cateau nochmals in schwere Kämpfe mit den Engländern verwickelt wurde, drängte der rechte Flügel der 1. Armee, das Korps und das jetzt vorgezogene IV. Reserve-Korps unter General von Gronau sich entgegenstellende französische Territorialtruppen in Richtung auf Cambrai zurück. Die 3. Division besetzte Cambrai, die 4. Division marschierte am 27. August am äußersten rechten Flügel über Marcoing und Gouzeaucourt auf Épehy vor. Am 29. August kam es bei Combles zu einem ersten französischen Gegenstoß aus dem Raum Amiens in die rechte Flanke Klucks. General der Infanterie von Linsingen ließ sein Korps sofort Front nach Nordwesten nehmen und warf den Gegner über die Somme auf die Linie Mericourt-Framerville-Harboniers zurück.
Am 1. September traf das Korps im Waldgebiet zwischen Compiègne und Villers-Cotterêts auf erneuten Widerstand der Nachhuten der auf das Südufer der Marne zurückgehenden Briten und wurde einen Tag aufgehalten. Am 5. September hatte die 1. Armee mit drei Korps die Marne überschritten. Der Hauptstoß Klucks zielte bereits nicht mehr über Senlis direkt auf Paris, sondern richtete sich mit dem Korps östlich davon über La Ferté-Milon zur Marne bei La Ferté-sous-Jouarre. Das Korps deckte die rechte Flanke gegen Paris und war ohne Feindberührung auf die Linie La Celle-St. Augustin vorgegangen. Das nördlich Meaux zurückgelassene IV. Reserve-Korps stieß bei St. Souppletz unvermutet auf starke französische Kräfte. Das Korps musste den weiteren Vorstoß nach Süden anhalten und griff unterstützend mit der 3. Division im Raum südöstlich Meaux in die Schlacht am Ourcq (5.–9. September) ein. Bis zum Abend des 6. September hatte das Korps den Grand Morin wieder nach Norden überschritten, hatte den Ourcq erreicht und bildete dort eine neue Front nach Westen. Die 3. Division rückte durch den Wald von Meaux auf Varreddes vor und verstärkte den linken Flügel des bedrängten IV. Reserve-Korps. Die 4. Division unter Generalleutnant von Pannewitz wurde dabei vom Korps getrennt und marschierte über Lizy weiter bis Etavigny an die rechte Flanke Gronaus im Raum Mareuil. Am 6. September wurde der linke Flügel Klucks, der durch den Abzug des IV. Armee-Korps zum Ourcq bereits geschwächt war, in der Schlacht an der Marne durch französische Gegenangriffe erfasst, der die folgenden Tage eine Frontlücke bis Château-Thierry zur östlicher liegenden 2. Armee aufriss. Am 9. September wurde nach dem allgemeinen Rückzug der 1. Armee, auch des Korps über Villers-Cotterêts in Richtung Soissons zur Aisne zurückgenommen.
Während der Schlacht an der Aisne konnte das Korps alle Angriffe der französischen Reserve-Gruppe des Generals Lamaze abweisen und wurde infolge des beginnenden Wettlaufes zum Meer ab 20. September aus der Front gezogen, die 4. Division marschierte in westlicher Richtung auf Cuts ab. Am 22. September begann das Korps bei Noyon eine neue Front nach Westen aufzubauen. Die 3. Division wurde Ende Oktober in Tergnier verladen und nach Lille abtransportiert. Anfang November 1914 wurde das Generalkommando als Gruppe „Linsingen“ in der Ersten Flandernschlacht verwendet. Die 4. Division wurde dabei im Raum östlich Zillebeke eingeschoben, die der Gruppe „Fabeck“ zugewiesene 3. Division verstärkte das Korps des Herzogs von Urach beim Angriff auf Wytschaete.
Ende November 1914 wechselte das Korps an die Ostfront. Die 3. und 4. Division waren der im Raum Lodz operierenden 9. Armee unterstellt worden und gingen ab Mitte Dezember an der Rawka-Bzura in Stellungskrieg über, währenddessen wurde das Generalkommando den in der Karpatenschlacht schwerbedrängten Österreichern zur Befehlsführung neuer deutscher Verbände überstellt. Am 9. Januar 1915 wurde das Korps formell aufgelöst, der Stab zur Bildung der deutschen Südarmee verwendet, die sich unter Linsingens Oberbefehl im Raum südlich von Stryj bildete. Nach dem Krieg im Dezember 1918 wieder errichtet, bestand das Korps dann über das Kriegsende hinaus als Grenzschutz an der böhmischen Grenze bis zur Auflösung Ende September 1919.

## Kommandierender General
Die Kommandobehörde des Armeekorps war das Generalkommando unter Führung des Kommandierenden Generals.
| Dienstgrad              | Name                                         | Datum                                                                        |
| ----------------------- | -------------------------------------------- | ---------------------------------------------------------------------------- |
| General der Infanterie  | Friedrich Wilhelm (IV.), Kronprinz           | 20. März 1820 bis 29. März 1838                                              |
| General der Infanterie  | Karl Heinrich Stephan von Block              | 30. März 1838 bis 18. Januar 1839                                            |
| Generalleutnant         | Friedrich zu Dohna-Schlobitten               | 30. März 1839 bis 6. April 1842                                              |
| General der Kavallerie  | Friedrich von Wrangel                        | 07. April 1842 bis 2. November 1849                                          |
| Generalleutnant         | Friedrich Wilhelm Karl von Grabow            | 03. November 1849 bis 22. März 1852 (mit der Führung beauftragt)             |
| General der Infanterie  | Friedrich Wilhelm Karl von Grabow            | 23. März 1852 bis 4. Mai 1857                                                |
| General der Infanterie  | Philipp von Wussow                           | 07. Mai 1857 bis 28. Januar 1863                                             |
| Generalleutnant         | Karl Friedrich von Steinmetz                 | 29. Januar 1863 bis 17. Mai 1864                                             |
| Generalleutnant         | Friedrich Wilhelm von Preußen, Kronprinz     | 18. Mai 1864 bis 16. Mai 1866                                                |
| Generalleutnant         | Wilhelm von Schmidt                          | 17. Mai bis 16. September 1866 (mit der Führung beauftragt)                  |
| 0Generalleutnant        | Karl von Herrmann                            | 17. Mai bis 22. August 1866 (als Kommandeur des stv. Generalkommandos)       |
| 0Generalleutnant        | Friedrich Adrian Herwarth von Bittenfeld     | 23. August bis 16. September 1866 (als Kommandeur des stv. Generalkommandos) |
| General der Infanterie  | Friedrich Wilhelm von Preußen, Kronprinz     | 17. September 1866 bis 11. Juli 1870                                         |
| 0General der Infanterie | Friedrich von Dankbahr                       | 18. Juli 1870 bis 19. März 1871 (als Kommandeur des stv. Generalkommandos)   |
| General der Infanterie  | Eduard von Fransecky                         | 19. Juli 1870 bis 19. März 1871                                              |
| General der Kavallerie  | Benno Hann von Weyhern                       | 20. März 1871 bis 13. Juni 1881                                              |
| General der Infanterie  | Ferdinand von Dannenberg                     | 14. Juni 1881 bis 14. Januar 1887                                            |
| General der Infanterie  | Ernst von der Burg                           | 15. Januar 1887 bis 19. Oktober 1891                                         |
| General der Infanterie  | Hermann von Blomberg                         | 20. Oktober 1891 bis 8. Januar 1898                                          |
| General der Kavallerie  | Arnold von Langenbeck                        | 27. Januar 1898 bis 20. September 1906                                       |
| General der Infanterie  | Josias von Heeringen                         | 21. September 1906 bis 11. August 1909                                       |
| General der Infanterie  | Alexander von Linsingen                      | 01. September 1909 bis 10. Januar 1915                                       |
| 0General der Kavallerie | Hermann Freiherr von Vietinghoff gen. Scheel | 2. August 1914 bis November 1918 (als Kommandeur des stv. Generalkommandos)  |
| Generalleutnant         | Richard von Kraewel                          | 17. Dezember 1918 bis 22. Juni 1919                                          |
| Generalleutnant         | Ernst von Oven                               | 23. Juni bis 30. September 1919                                              |